# Lasówki

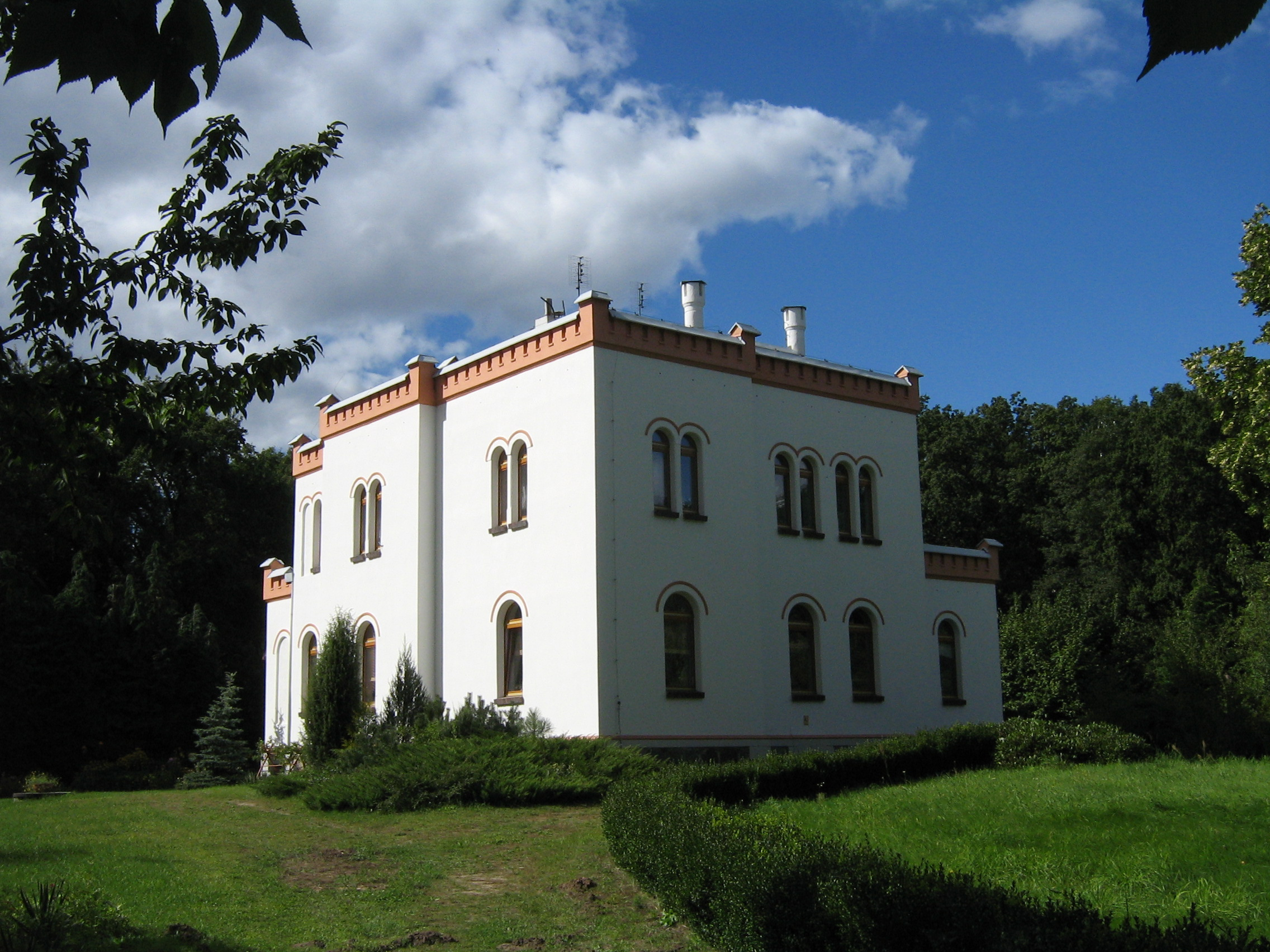
Weidmannshaus in Lasówki

Lasówki (deutsch Lassowko) ist ein Dorf in der Stadt- und Landgemeinde Grodzisk Wielkopolski etwa drei Kilometer nordwestlich von der Stadt an der Wojewodschaftsstraße 308 nach Nowy Tomyśl in Polen gelegen. 
Der Ort ist Sitz eines Oberforstamtes und besitzt eine Neubauwohnsiedlung. Hier befindet sich eine vom Waldgebiet getrennte Parkanlage mit einer Größe von 12,2 Hektar, wo sich einige als Naturdenkmal eingestufte Bäume befinden. Im Parkbereich findet man eine eklektische Villa, eigentlich ein Weidmannshaus aus den Jahren 1880–1890. Weiter westlich liegt im Wald eine große Baumschule.